# Greene (Rhode Island)
Pour les articles homonymes, voir Greene.
Greene est un  village situé au sud de la ville de Coventry, dans l’État de Rhode Island, aux États-Unis. Il a été ainsi baptisé en l’honneur de Nathanael Greene, général natif de Rhode Island qui s’est illustré lors de la Guerre d'indépendance des États-Unis.
Le climat de Greene est réputé pour être plutôt humide et froid.